# Salle de la Meilleraie
La salle de la Meilleraie est une salle de sport située à Cholet, une ville du Maine-et-Loire dans la région Pays de la Loire. Faisant partie intégrante du Parc des Expositions de la Meilleraie comme Espace rouge, avec une capacité de 5 191 places, elle est utilisée essentiellement pour les matches du club Cholet Basket qui évolue en Pro A.

## Histoire
À l'aube de la saison 1986-1987, Cholet Basket (CB) quitte la salle Joachim du Bellay pour une toute nouvelle enceinte. Le club en profite pour découvrir à la fois le deuxième échelon national et les 5 191 places de ce qu'il est bientôt convenu d'appeler La Meilleraie. En dehors de CB, la salle voit évoluer chaque saison 12 des meilleures équipes espoirs de France et d'Europe au cours du Cholet Mondial Bodet Basket-Ball.
En 2009, des travaux de rénovation sont effectués pour un montant de 200 000 euros : le parquet est refait, deux écrans géants sont ajoutés, des panneaux publicitaires électroniques sont installés et les paniers suspendus sont remplacés par des paniers ancrés au sol (mise aux normes de la ligue). L'année suivante, l'agglomération choletaise finance 275 000 euros de travaux dans la salle pour répondre aux normes de l’Euroligue, principale compétition européenne, pour laquelle CB s’est qualifié grâce à son titre de champion de France 2010.

### Avenir
Surnommée le Hangar par ses détracteurs, la salle manque de tout ce qui fait une salle moderne : confort, loges, abords chatoyants, boutique, espace de vie. Une nouvelle salle semble indispensable.[non neutre] Malheureusement depuis un premier projet enterré à l'automne 2005 le dossier semble au point mort. En 2006 la municipalité, par la voix de son maire, exprime ses doutes sur la viabilité de l'entreprise : « Je souhaite que la ligue nous donne davantage d'assurances sur la notoriété future du basket. Pour se lancer dans un tel projet il est impératif d'espérer des retombées plus larges qu'aujourd'hui ».[réf. nécessaire]
Après le titre de champion de France en 2010 Michel Champion, premier adjoint au maire de la ville, évoque la construction d’une nouvelle salle polyvalente à Cholet. Projetée pour 2015, elle doit accueillir les matches à domicile de CB ainsi que des concerts et des salons. Sa capacité doit varier entre 5 000 et 8 000 places selon les configurations tandis que sa construction est estimée entre 12 et 15 millions d'euros.
Le 31 mars 2023, une conférence de presse était organisée à la Meilleraie en présence de Gilles Bourdouleix (maire de Cholet et président de l'Agglomération du Choletais) et de Jérôme Mérignac (président de Cholet Basket). L'élu choletais a annoncé l'abandon du projet initial de construction d'une grande salle de spectacle et de la rénovation des espaces du Parc d'exposition et de la salle de basket à la Meilleraie, au profit de la construction d'une nouvelle salle de basket. Le projet de grande salle de spectacle est donc annulé et la « priorité est mise sur ce qui est quand même emblématique et ce qui fonctionne le mieux sur le territoire et sur le site, c'est-à-dire le basket ». La capacité de cette nouvelle salle devrait avoisiner les 5 000/5 500 places devrait voir le jour sur le parking du Parc d'exposition. Ce nouveau bâtiment accueillera en son sein les espaces VIP, en plus des espaces nécessaires à un club professionnel de basket. Un second parquet sera installé dans la salle actuelle qui servira de salle d'entraînement pour l'Association Cholet Basket. Le calendrier des travaux n'est pour l'instant pas défini.
Le 25 septembre 2024, Cholet Agglomération a dévoilé les premières images du futur palais des sports. Cholet Basket pourrait y jouer ses premiers matches au début de la saison 2028-2029,.

## Événements

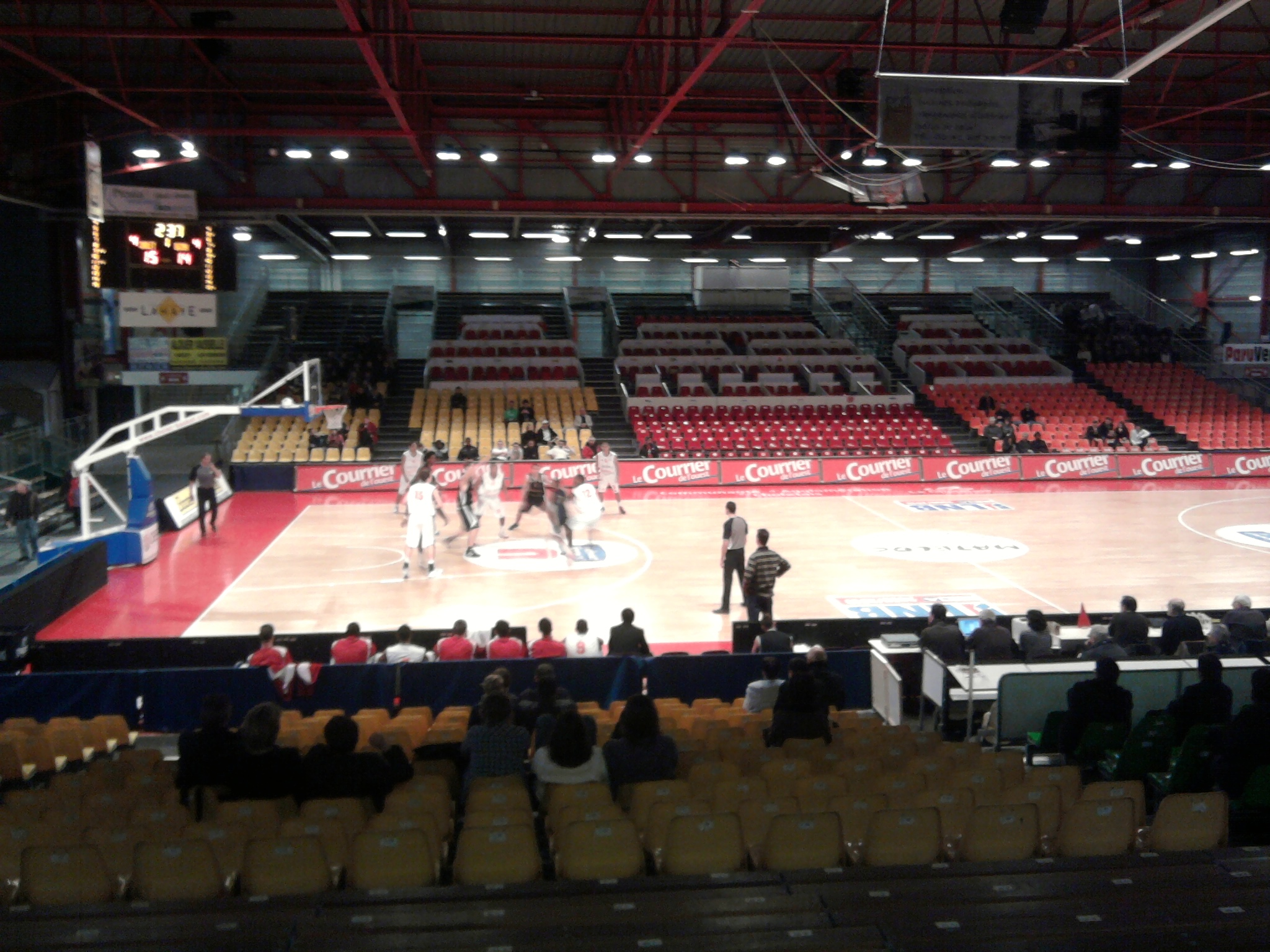
Vue de la salle de la Meilleraie

- Cholet Mondial Bodet Basket-Ball ;
- Trophée de la Meilleraie, 21 au 23 septembre 2007.
- Match des champions de basket-ball 2010.